# 石羔乡
石羔乡原属湖南省嘉禾县下辖乡镇。2012年4月撤销，撤销时，城关镇、钟水乡、石羔乡、莲荷乡成建制合并设立珠泉镇。撤销前，石羔乡下辖石羔社区、星罗村、文家村、背底塘村、大坪岭村、石羔村、雷公井村、麻池塘村、刘家村、南岭村、甫口村、下车村、上洞村共计12行政村1社区。